# Zorzines takemurai
Zorzines takemurai är en fjärilsart som beskrevs av Inoue 1986. Zorzines takemurai ingår i släktet Zorzines och familjen nattflyn. Inga underarter finns listade i Catalogue of Life.